# Шиляєв Леонід Олександрович
Леонід Олександрович Шиляєв (10 серпня 1959, Кірово-Чепецьк, Кіровська область, РРФСР, СРСР — 15 червня 2019) — радянський і казахський хокеїст, воротар. Гравець національної збірної Казахстану.

## Біографічні відомості
Вихованець спортивної школи клубу «Олімпія» з міста Кірово-Чепецьк (перший тренер — Олександр Кулябін). У вісімнадцять років перейшов до київського «Сокола». Протягом сезону був дублером Валерія Голдобіна і Костянтина Гаврилова. Чотири проведених матчі стали його внеском у здобуття путівки до вищої ліги. Потім були два роки військової служби, котра проходила у команді другої ліги СКА (Свердловськ), Чотирнадцять сезонів захищав кольори карагандинського «Автомобіліста», у чемпіонатах СРСР провів понад 500 ігор. Після розпаду Радянського Союзу клуб став одним з фундаторів Міжнаціональної хокейної ліги. У цей час карагандинці змінили назву своєї команди на «Будівельник». У цьому турнірі Леонід Шиляєв відіграв два сезони (всього 46 матчів).
У складі збірної Казахстану був учасником чемпіонату світу 1993 року (група С). Того року казахська команда дебютувала на світовій першості, ворота команди захищали Леонід Шиляєв (6 ігор) і Володимир Бородулін (5).
У другій половині 90-х виступав за російські команди «Комінафта» (Нижній Одес, Республіка Комі) і «Південний Урал» (Орськ, Оренбурзька область). Останній сезон провів у складі рідної «Олімпії».
Працював тренером воротарів у декількох казахських і російських командах. У сезоні 2010/2011 очолював «Арлан» (Кокшетау).

## Статистика
Статистика виступів у Міжнаціональній хокейній лізі:
| Сезон   | Клуб                       | Ліга | І  | ПГ  | КН   | ШХ |
| ------- | -------------------------- | ---- | -- | --- | ---- | -- |
| 1992-93 | «Автомобіліст» (Караганда) | МХЛ  | 32 | 129 | 4.50 | 2  |
| 1993-94 | «Будівельник» (Караганда)  | МХЛ  | 14 | 55  | 4.01 | 0  |

У складі збірної на чемпіонатах світу:
| Рік  | Команда   | Турнір | Місце | І | ПГ | КН   | ШХ |
| ---- | --------- | ------ | ----- | - | -- | ---- | -- |
| 1993 | Казахстан | WC C   | 3-е   | 6 |    | 0.89 |    |